# Biesłan Adżyndżał
Biesłan Aleksiejewicz Adżyndżał, ros. Беслан Алексеевич Аджинджал (ur. 22 czerwca 1974 w Gagra) – rosyjski piłkarz pochodzenia abchaskiego grający na pozycji pomocnika. Jest bratem bliźniakiem Rusłana Adżyndżała. Ma abchaskie obywatelstwo, dzięki czemu może grać w reprezentacji tego kraju.

## Kariera piłkarska

### Kariera klubowa
W 1991 roku rozpoczął karierę piłkarską w miejscowym klubie Dinamo Gagra, skąd wkrótce przeniósł się do Dinama Suchumi. W 1992 został piłkarzem Drużby Majkop. W 1994 roku został zaproszony do Bałtiki Kaliningrad, w której występował przez 6 lat. W 2000 przeszedł do Torpedo-ZIL Moskwa. Od 2001 bronił barw klubów Torpedo Moskwa, Sokoł Saratów, Łucz-Eniergija Władywostok, Tom Tomsk, Kubań Krasnodar i Szynnik Jarosławl. W 2012 zakończył karierę piłkarską w klubie Łucz-Eniergija Władywostok.

## Sukcesy i odznaczenia

### Sukcesy klubowe
- mistrz Rosyjskiej Pierwszej dywizji: 1995, 2005
- wicemistrz Rosyjskiej Pierwszej dywizji: 2000, 2008